# Iglesia de San Antonio (Aranjuez)
La iglesia de San Antonio de Aranjuez (Madrid, España) es un templo de concepción barroca.
Fernando VI mandó construir una capilla dedicada a San Antonio de Padua en el costado sur de la plaza principal que da entrada al Real Sitio que sustituyera al Oratorio de tiempos de Felipe IV. Esta capilla serviría para el pueblo y la Monarquía. Se comenzó a construir en 1752 y su autor fue Santiago Bonavía. Carlos III mandó ampliar la capilla, incorporándose una gran pieza cuadrada con cubierta a dos aguas.

## Descripción
El templo está formado por una planta central de geometría circular abrazada exteriormente por una galería porticada de cinco arcos de medio punto decorados con pilastras toscanas y graderío, como fachada de remate orientada al sur de la plaza del mismo nombre. El cuerpo de la iglesia está estructurado a su vez en altura por dos niveles de balaustrada de cantería, uno como remate superior de la galería de acceso conformando un primer nivel de terraza, destacando en su eje principal central un frontispicio y en las esquinas cuatro pináculos esbeltos con forma piramidal, mientras que el otro nivel de balaustrada, como coronación del cuerpo central cilíndrico está rematado en su zona central por un escudo con las armas reales también en cantería y piñas alargadas sobresalientes siguiendo el ritmo de los módulos macizados de la balaustrada. Por encima de este nivel, la cubierta del cuerpo central está formada por una bóveda esférica emplomada por el sistema de embordonado y linterna central cilíndrica de importantes dimensiones rematada por una bóveda emplomada con forma de cebolla y pináculo central.
Las galerías de arcos que unen a través de soportales esta capilla con la Casa de Infantes por un lado y por otro con las Casa de Caballeros y Oficios, se construyeron después de morir Bonavia en 1767 siendo arquitecto mayor del Real Sitio Jaime Marquet. La construcción es de fábrica de ladrillo, salvo en huecos y cornisas que es de piedra de Colmenar y las cubiertas de plomo.